# Transporte Air Timor
Transporte Air Timor (T.A.T.) ist eine osttimoresische Aldeia im Sucos Bairro Pite (Verwaltungsamt Dom Aleixo, Gemeinde Dili). 2015 lebten in Transporte Air Timor 45 Menschen. Ihren Namen hat die Aldeia von der Fluggesellschaft Transportes Aéreos de Timor, die in der Kolonialzeit den Flugdienst betrieb.

## Lage und Einrichtungen
Transporte Air Timor liegt im Nordosten des Sucos Bairro Pite. Westlich liegen die Aldeias Laloran, Xamatama und Frecat und südöstlich der Avenida Dom Ricardo da Silva die Aldeia Rio de Janeiro. Im Osten grenzt Transporte Air Timor, jenseits des Flüsschen Maloa an den Suco Motael. Nördlich der Avenida Nicolau Lobato befindet sich der Suco Fatuhada.
Nahezu den gesamten Norden der Aldeia nimmt das Gelände des Palastes des Staatspräsidenten ein. Früher befand sich hier der Heliport Dilis und in der Kolonialzeit der Flughafen von Dili. Im Osten der Aldeia liegt die vom US-Amerikaner Dan Murphy gegründete Bairro Pité Clinic. Zuvor war hier ein  indonesisches Militärkrankenhaus.

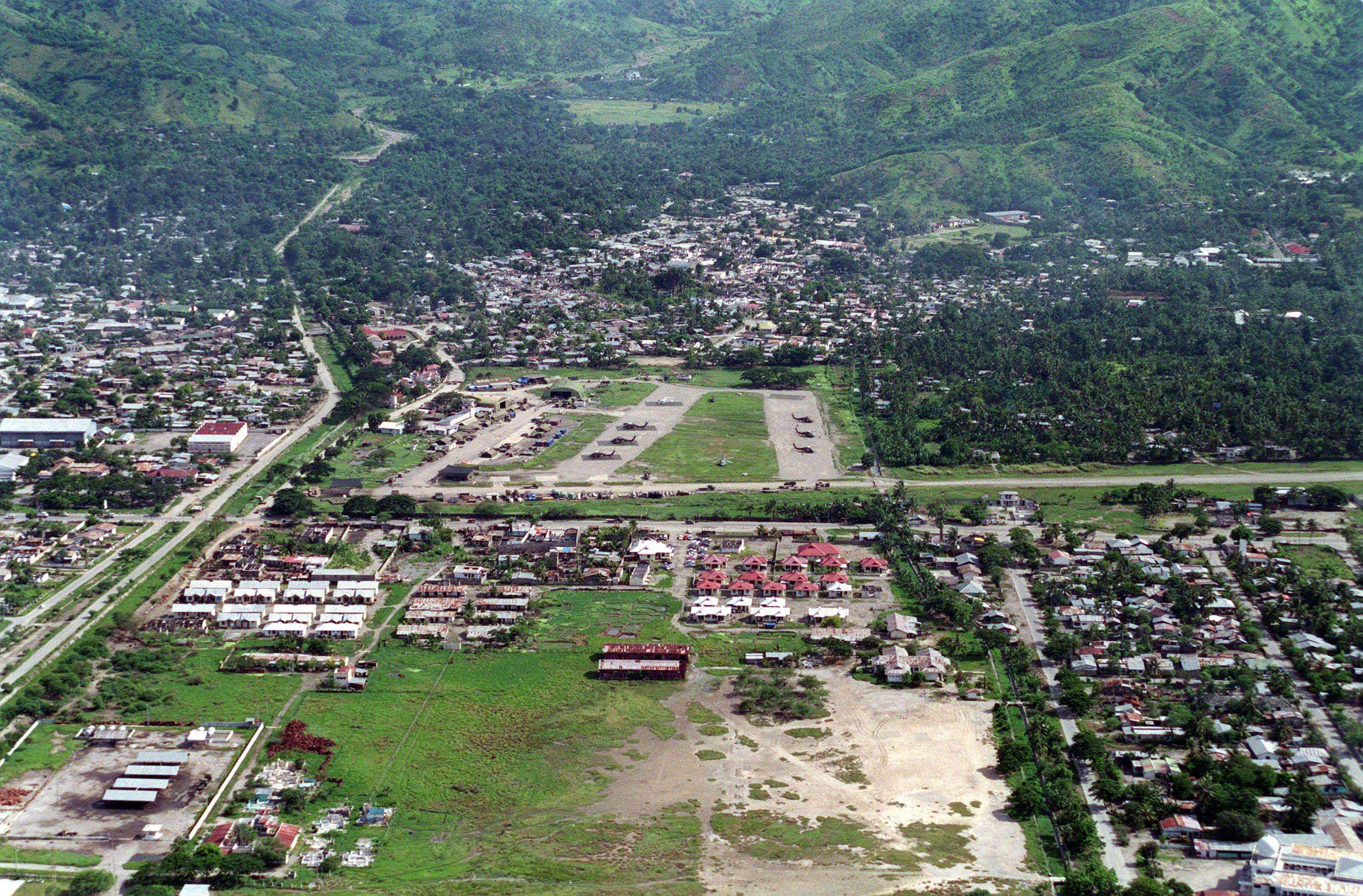
Das Gebiet von T.A.T. vor dem Bau des Präsidentenpalastes (2000)
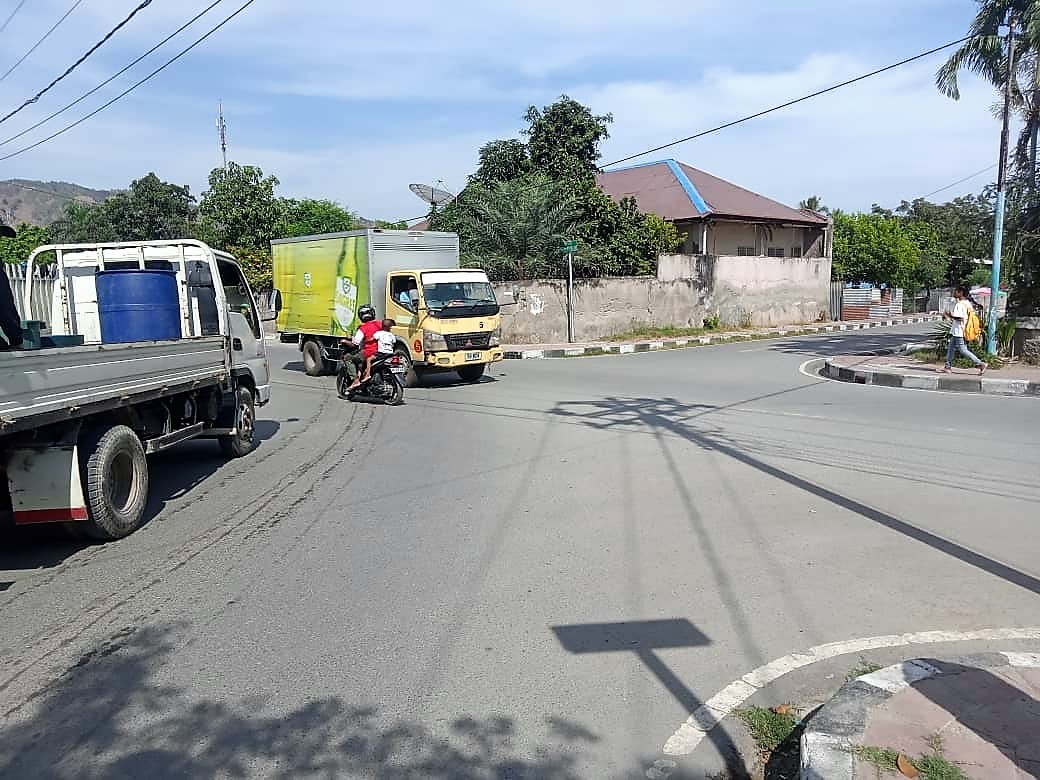
Im Süden an der Kreuzung Rua da Central Rusa Fuik/Travessa da Be'e Matan Tuan
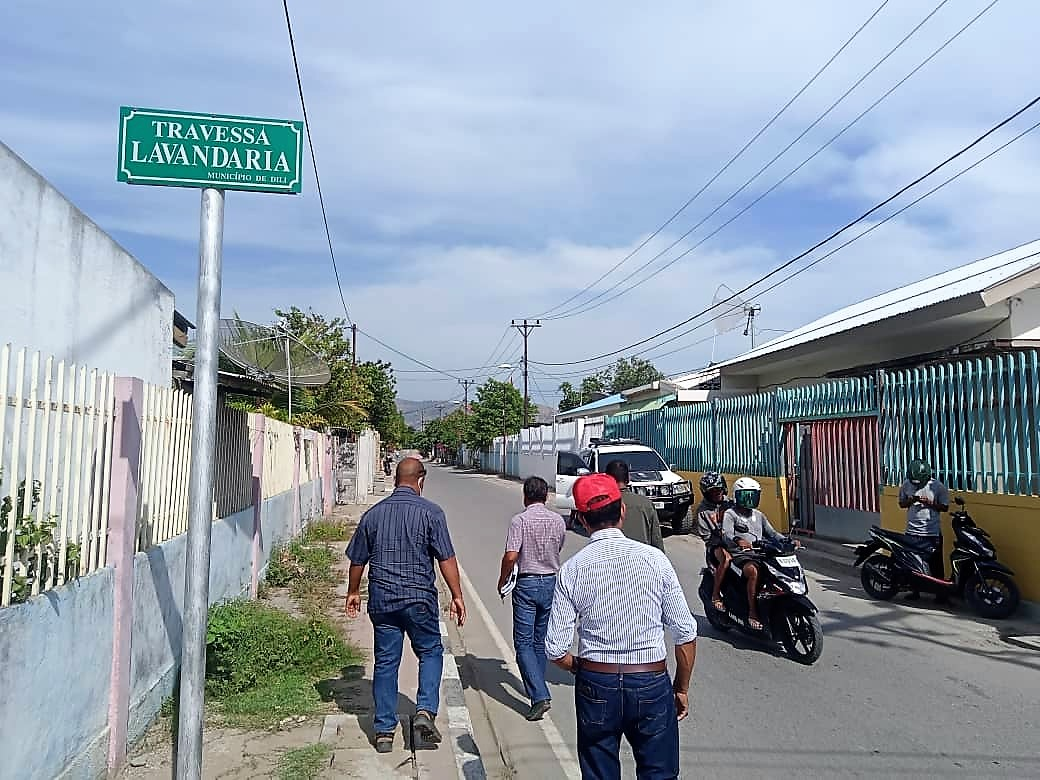
Der Travessa Lavandaria
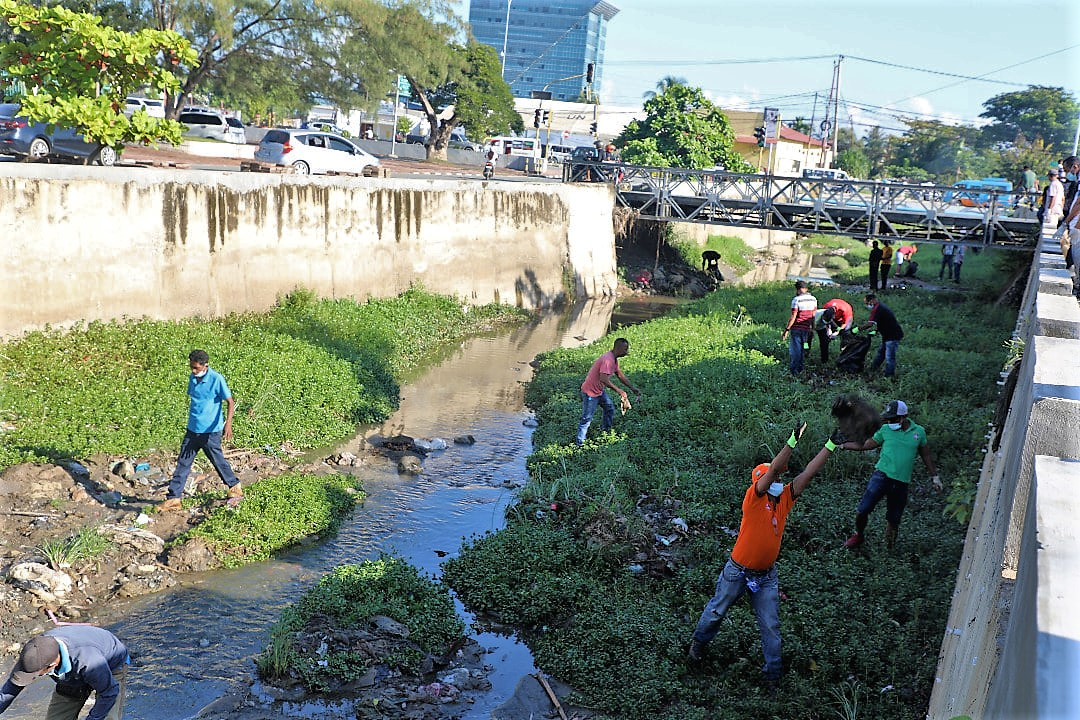
Der Maloa im Nordosten von T.A.T.